# Sitticus uphami
Sitticus uphami là một loài nhện trong họ Salticidae.
Loài này thuộc chi Sitticus. Sitticus uphami được Elizabeth Maria Gifford Peckham & George William Peckham miêu tả năm 1903.